# 比利時的約阿希姆王子
约阿希姆·卡尔-马里亚·尼古劳斯·伊莎贝尔·马库斯·达维亚诺（Joachim Karl-Maria Nikolaus Isabelle Marcus d'Aviano，1991年12月9日—）是比利时王室成员，王子，是前比利時國王阿爾貝二世和王后保拉的外孫、王位第八繼承人。
他的父亲洛倫茲親王是奥匈帝国末代皇帝卡尔一世的孙子，如使用已被废黜的奥匈帝国皇室头衔，则称为“奧地利-埃斯特大公”，亦是摩德纳第二继承人。
2020年5月，他在全球爆发2019冠狀病毒病疫情期间违反西班牙的社交禁令，在科爾多瓦出席一个共有27名宾客的派对后被確診感染了2019冠狀病毒病。